# Goodwood (autofabriek)

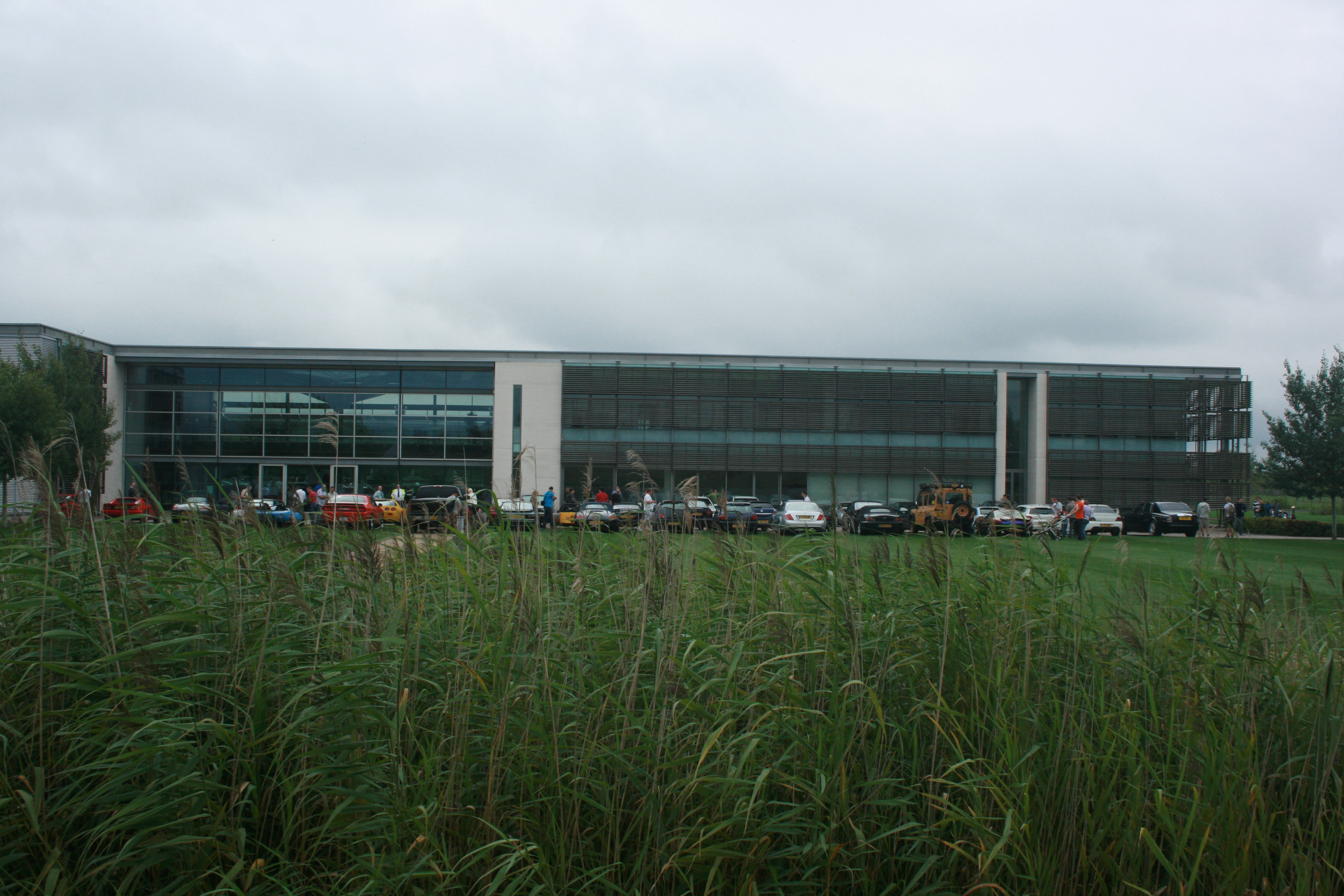
De Goodwood Plant van Rolls-Royce

Goodwood is het hoofdkantoor, ontwerp-, productie- en montagecentrum voor Rolls-Royce Motor Cars. Het gebouwencomplex met kantoren en montagehallen bevindt zich in het Britse Westhampnett, een parish in het district Chichester (graafschap West Sussex).

## Activiteiten
De fabriek bevindt zich op een terrein van 17 hectare (ha). De fabriek werd officieel geopend op 1 januari 2003 en is sindsdien uitgebreid. Anno 2017 produceert de fabriek ongeveer 20 auto's per dag en er werken meer dan 1700 werknemers. 
In oktober 2018 maakte de fabriek bekend 200 nieuwe medewerkers te willen aantrekken om aan de vraag te blijven voldoen. Hiermee komt het aantal medewerkers boven de 2000 uit en dit is een verzesvoudiging sinds de opening van de fabriek in 2003.

## Geschiedenis
Nadat BMW de rechten op het merk Rolls-Royce had overgenomen was een nieuwe fabriek nodig om de nieuwe auto's te bouwen. Rolls-Royce-auto's waren tot die tijd gebouwd in de fabriek van Crewe, maar zowel de fabriek als het merk Bentley waren verkocht aan de Volkswagen-groep.
BMW kwam tot een overeenkomst met Charles Gordon-Lennox, 10de hertog van Richmond om braakliggende gronden te kopen op zijn Goodwood Estate, in Chichester, West Sussex. De fabriek, gelegen in de buurt van het Goodwood Circuit bij het dorp Westhampnett, vergde een investering van £ 65 miljoen. BMW engageerde architect Sir Nicholas Grimshaw, bekend van onder meer het Eden Project in Cornwall.
Goodwood werd ontworpen om in zijn omgeving te passen, en blijft zelfs onzichtbaar vanaf de weg, deels dankzij een 3,5 ha groot "groen dak" beplant met vetkruidplanten, het grootste groen dak in het Verenigd Koninkrijk. Andere keuzes die de 42 ha grote site helpen opgaan in het omliggende landschap, waren het planten van 400.000 struiken en meer dan 120 soorten bomen, evenals kalk- en cederbekleding op de gebouwen. Het complex bevindt zich in een Area of Outstanding Natural Beauty, wat verdere uitbreiding voor Rolls-Royce moeilijk zal maken.
In januari 2016 werd een nieuw Technology and Logistics Center (TLC) geopend. Dit complex van 30.000 m² bevindt zich in Bognor Regis, dertien kilometer van Goodwood. De TLC biedt logistieke ondersteuning aan de fabriek voor huidige en toekomstige modellen en consolideert drie operaties: een inkomend magazijn voor productieonderdelen, een distributiecentrum en een werkplaats. De TLC werd eind 2017 nog eens uitgebreid met bijna 10.000 m² om te voldoen aan de groeiende vraag en klaar te zijn voor nieuwe modellen, zoals de Cullinan. De uitbreiding gaf de TLC dezelfde totale oppervlakte als Goodwood zelf.

## Automodellen
Geproduceerde modellen
Rolls-Royce Ghost : 2009 - heden
Rolls-Royce Wraith : 2013 - heden
Rolls-Royce Dawn : 2015 - heden
Rolls-Royce Phantom VIII : 2017 - heden
Rolls-Royce Cullinan : 2018 - heden
Voormalige modellen geproduceerd
Rolls-Royce Phantom VII : 2003-2016
Rolls-Royce Phantom Drophead Coupé : 2007-2016
Rolls-Royce Phantom Coupé : 2008-2016

## Afbeeldingen

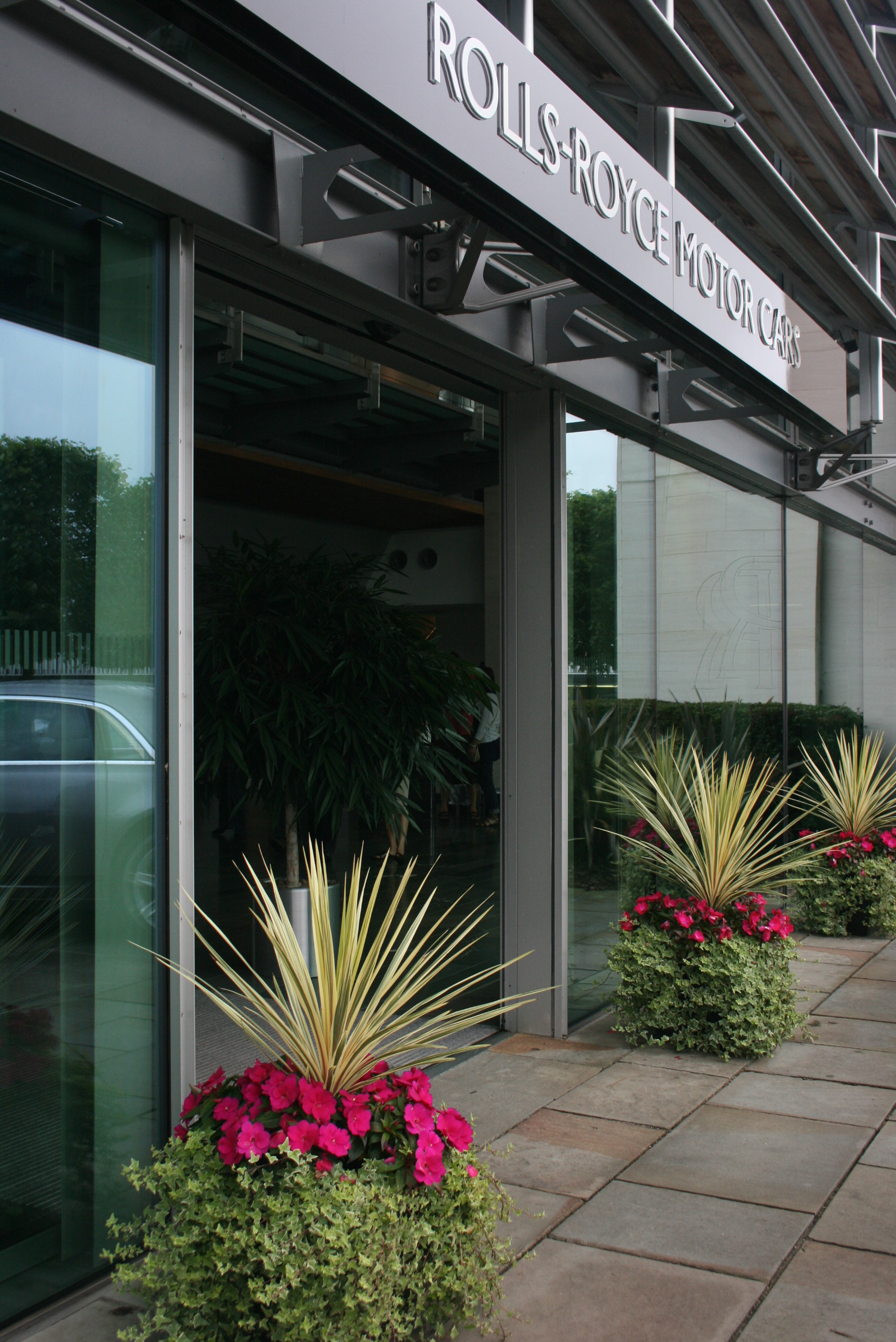
Ingang van Goodwood
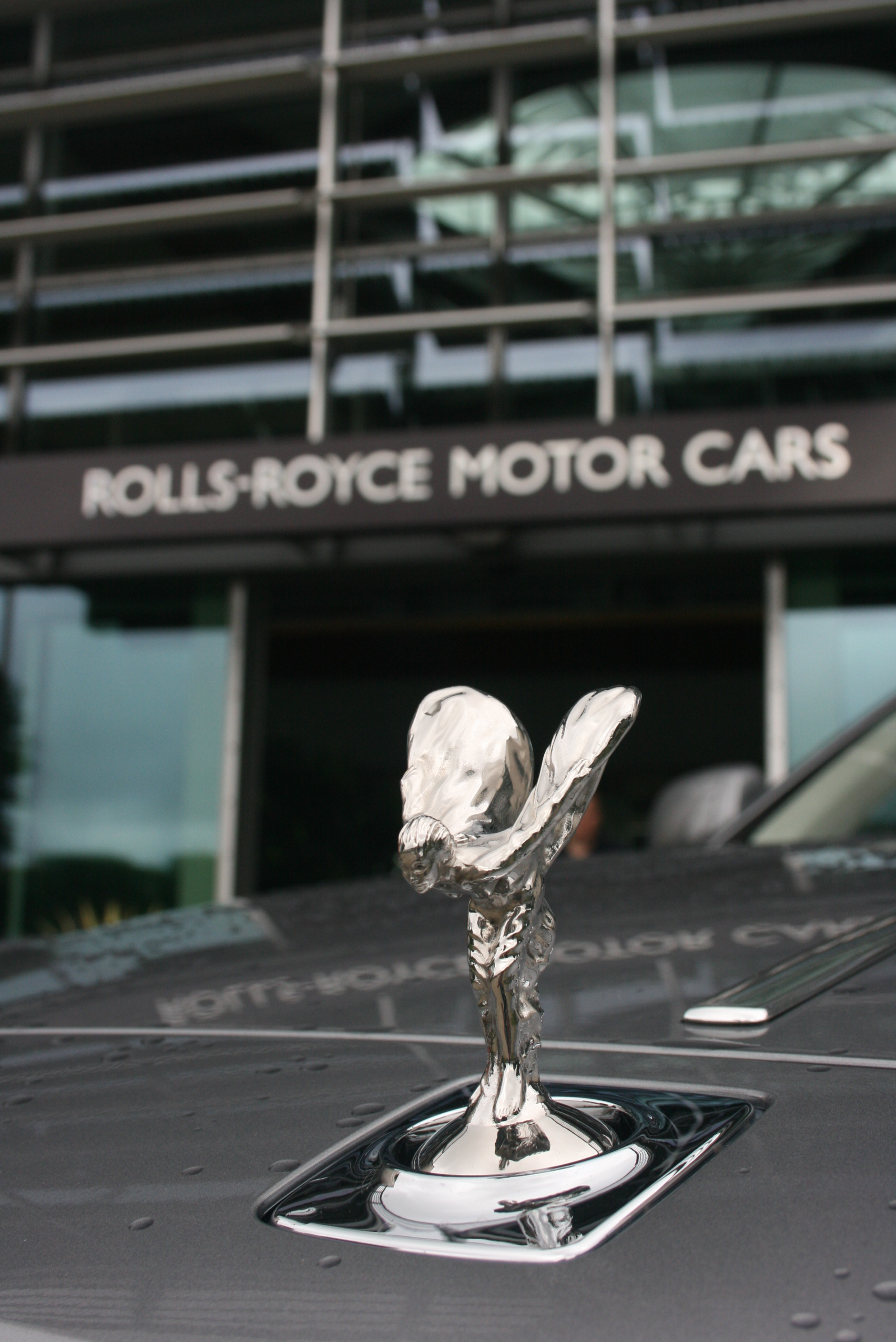
Spirit of Ecstasy op een motorkap van een Rolls-Royce aan de ingang van Goodwood
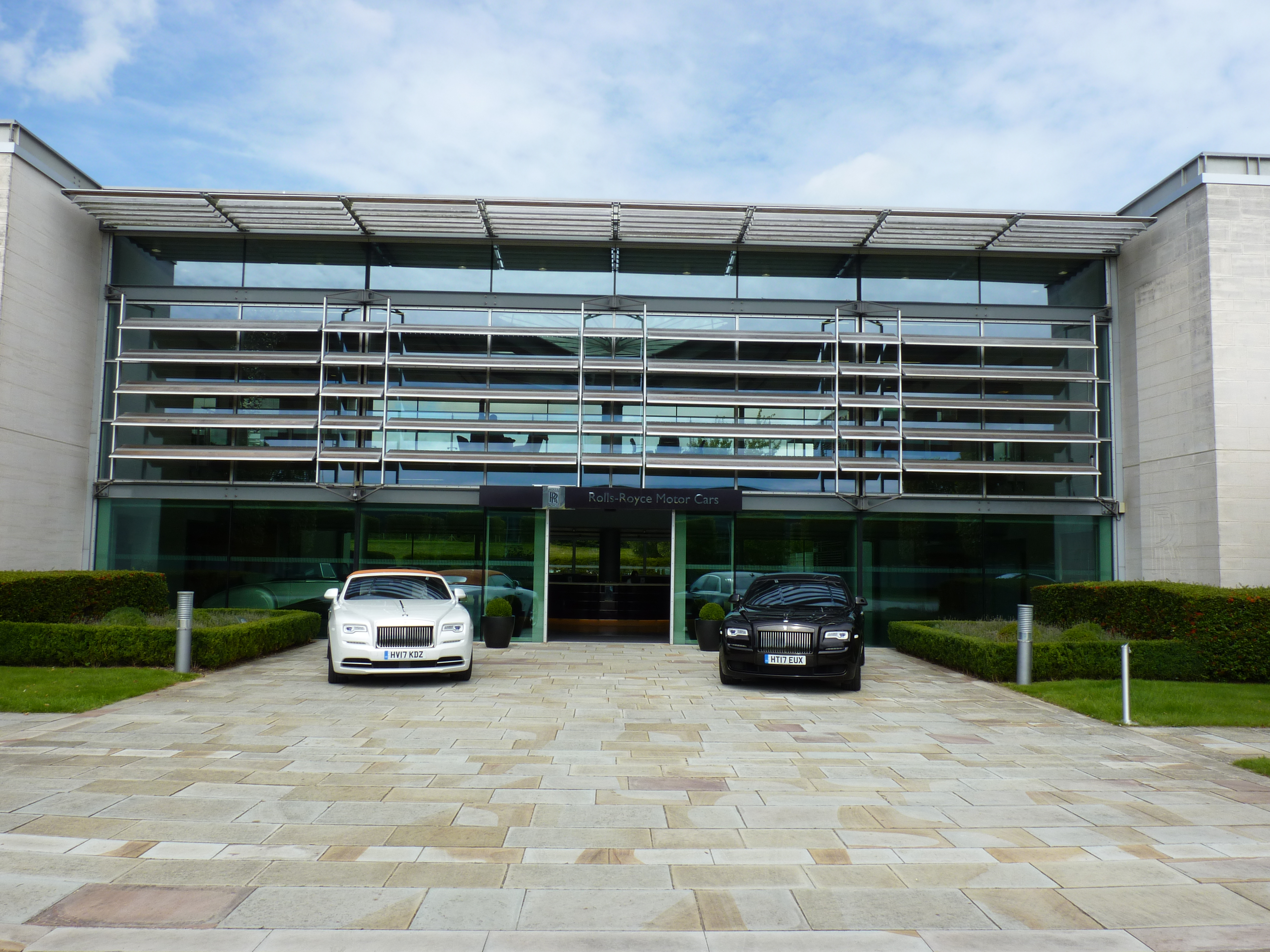